# 林佳代子
林 佳代子（はやし かよこ、1961年5月23日 - ）は日本の女優、声優。東京都出身。身長160cm。体重48kg。劇団昴所属。

## 人物
日本大学芸術学部演劇学科卒業。特技は殺陣、スキー（SAJ2級）、タップダンス（20年以上）。趣味は柔軟体操。

## 出演作品

### テレビドラマ
- 土曜ワイド劇場 殺人適齢期（1992年）

### テレビ番組
- 推理!アンコール王国の英雄ジャヤバルマン七世とは!?

### テレビアニメ
- 金田一少年の事件簿（1997年、尾根静香）
- 旋風の用心棒（2001年、田野倉琴代）
- 東京ミュウミュウ（2002年、ざくろの母）
- 人間交差点 HUMAN SCRAMBLE（2003年、染谷早苗）

### ゲーム
- シェンムーII（2001年）

### 吹き替え

#### 映画
- RV（カーナビの声〈ダイアン・ミシェル〉）
- アイ・アム・サム（ランディ・カーペンター〈ローラ・ダーン〉）※ソフト版
- 愛さずにはいられない（キャシー・スチュワート〈スザンヌ・シュナイダー〉）
- アサシン 暗・殺・者 ※日本テレビ版
- アサシン クリード リネージ（マリア・アウディトーレ）
- アダルト♂スクール（マリッサ・ジョーンズ〈ペリー・リーヴス〉）
- アトミック・トレイン ※ソフト版
- アバウト・ア・ボーイ（レイチェル〈レイチェル・ワイズ〉）
- ヴァンパイア/最期の聖戦（カトリーナ〈シェリル・リー〉）※ソフト版
- WISH ウィッシュ/夢がかなう時 ※VHS版
- ウーマン・オブ・ザ・ナイト（サマンサ）
- エイリアン4（ヒラード〈キム・フラワーズ〉）※ソフト版
- オースティン・パワーズ：デラックス（ロビン・スピッツ・スワローズ〈ジーヤ・カリディス〉）
- 玻璃の城
- 偽証（ゲイル）
- キューティ・ブロンド（ブルック・テイラー・ウィンダム〈アリ・ラーター〉）※ソフト版
- 緊急迎撃指令アカプルコH.E.A.T.（ニコル）
- グッドナイト&グッドラック（シャーリー・ワーシュバ〈パトリシア・クラークソン〉）
- グラマー・エンジェル危機一発 ※テレビ朝日版
- クリスマスの贈り物（アレサ・コブス〈アンジェラ・バセット〉）
- 黒水仙（シスター・ルース〈キャスリーン・バイロン〉）※PDDVD版
- ゲスト（リリアン〈マヤ・マッサー〉）
- 恋するための3つのルール（ジーナ）
- 恋にあこがれて in N.Y.（ジェイド〈シャロム・ハーロウ〉）
- 地上より永遠に（カレン・ホームズ〈デボラ・カー〉）※PDDVD版
- 50歳の恋愛白書（スーキー・サーキシアン〈マリア・ベロ〉）
- コップランド ※日本テレビ版
- コンタクト（ニュースキャスター）※テレビ東京版
- 最高の人生の見つけ方 ※ソフト版
- サイドウェイ
- サニー 永遠の仲間たち（ハ・チュナ〈チン・ヒギョン〉）
- ザ・ロック（ジェイド・アンジェルー〈クレア・フォーラニ〉）※ソフト版
- ジェイ&サイレント・ボブ 帝国への逆襲（その女性〈アラニス・モリセット〉）※ソフト版
- ジム・キャリーのエースにおまかせ!
- シャロウ・グレイブ（ジュリエット〈ケリー・フォックス〉）
- シンプル・ウィッシュ（ジェリー〈デボラ・オデル〉）
- スナイパー（メイ〈ターニャ・アレン〉）
- すべてはその朝始まった（ディアナ〈メリッサ・ジョージ〉）
- 魂のゆくえ（エスター〈ヴィクトリア・ヒル〉）
- 探偵少女レクシー
- 沈黙の断崖（パッツィ・ハミル〈パッツィ・リン〉）※テレビ朝日版
- D.N.A.II ※テレビ東京版
- デッド・リミット
- 天使のくれた時間
- 天使の肉体（ヴィヴィアン〈キャロル・ブーケ〉）
- ドグマ（リズ〈ジャニーン・ガラファロー〉）
- トワイライトシリーズ（エズミ・カレン〈エリザベス・リーサー〉）
  - トワイライト〜初恋〜
  - ニュームーン/トワイライト・サーガ
  - エクリプス/トワイライト・サーガ
  - トワイライト・サーガ/ブレイキング・ドーン Part1
- 25年目のキス（ラーラ〈マヤ・マクローリン〉）
- ネゴシエーター ※ソフト版
- ノック・オフ ※テレビ東京版
- ノボケイン/局部麻酔の罠（ジーン〈ローラ・ダーン〉）
- 剥がされた記憶（ケイ）
- バッファロー・ガールズ/カラミティ・ジェーンの半生（ドゥージー〈シャーレイン・ウッダード〉）※NHK版
- バニシング・ポイント 激走2000キロ（ラフィニア（フィニー）・コワルスキー〈クリスティーン・エリス〉）
- ビューティフル・ピープル
- フィフス・エレメント ※テレビ朝日版
- フォートレス ※日本テレビ版
- 普通の人々 ※ソフト版
- フライショック（メリッサ）
- 不倫法廷3（エンジェル〈フェアルザ・バルク〉）
- ブル・ドッグ 人質救出作戦
- ブレイド3 ※テレビ東京版
- ヘイロー:ナイトフォール（ドリュー）
- ボイスレター（ステファニー〈オリヴィア・バークランド〉）※ソフト版
- ほえる犬は噛まない（ウンシル）
- ホスタイル・グラウンド（アリソン）
- ホテル・スプレンディッド（ローナ〈ヘレン・マックロリー〉）
- ボルケーノ ※ソフト版
- ホワイト・ライズ
- マイ・ブラザー（エルシー・ケイヒル〈メア・ウィニンガム〉）
- Mr.マグー
- 身代金（マリス・コナー〈リリ・テイラー〉）※ソフト版
- 野性の呼び声（アデレイド 他）
- ユー・ガット・メール（パトリシア・イーデン〈パーカー・ポージー〉）※ソフト版
- リリィ、はちみつ色の秘密
- リンカーン/秘密の書[4]
- レディ・イン・ザ・ウォーター（アナ・ラン〈サリタ・チョウドリー〉）
- ロッシーニの見た幻（若いマルティナ）
- ワイルドシングス ※ソフト版

#### ドラマ
- WITHOUT A TRACE/FBI 失踪者を追え!2（ベラー夫人）
- 宇宙船レッド・ドワーフ号（ゲームコンピューター）
- ER緊急救命室（ジェニファー）
- 救命医ハンク セレブ診療ファイル
- 恐竜家族（サイズ・オブ・サンダー）
- グレイズ・アナトミー6
- ザ・ホワイトハウス（マロリー・オブライエン）
- CSI:ニューヨーク
- スティーブン・キングの悪魔の嵐（モリー・アンダーソン〈デブラ・ファレンティノ〉）※ソフト版
- ソフィア・ローレン 母の愛（リーナ）
- ダークスカイ（キンバリー“キム”・セイヤーズ〈ミーガン・ウォード〉）
- タッチング・イーブル〜闇を追う捜査官〜（テイラー）
- ディフェンダーズ 闘う弁護士
- デスパレートな妻たち
- 24 -TWENTY FOUR-（マンディ〈ミア・カーシュナー〉）
- プライベート・プラクティス4（ヴァル）
- ブラザーズ&シスターズ
- ホテル・バビロン
- 緑の丘のブルーノ（ナイトリー）
- 楊家将（揚排風）
- 楽園

#### テレビ番組
- スーパープレゼンテーション（ションダ・ライムズ）

#### アニメ
- スポーン（ワンダ・ブレイク）
- バグズ・ライフ（ロージー）

### 特撮
- 仮面ライダーBLACK 第5話（1987年）
- 特救指令ソルブレイン 第3話（1991年）

### CM
- 小林製薬 コムレケア
- ファイザー製薬 リリカ
- P&G ファブリーズ
- メルシャンワイン（ナレーション）
- 雪印「XL」（ナレーション）
- ロゼット洗顔パスタ エイジクリア

### ラジオドラマ
- FMシアター「ガールズ」

### ナレーション
- NHKエンジョイライフ
  - Drワイスの子育て教室
  - 動物園の仲間達
  - アニマルレスキュー
  - ペット診察室
  - 動物百態
  - ペット講座
  - 旅はサイコロまかせ
  - 困ったペットのしつけ方
- KNOW ZONE（レギュラーナレーション）
- BBC地球伝説「天才動物大集合」

### 舞台
1986年
- ピノキオ

1987年
- オセロー（ビアンカ）
- 愛の若草物語

1988年
- アルプスの少女ハイジ

1989年
- 王子と乞食

1990年
- アルジャーノンに花束を（1990年 - 2008年、ウィンズロウ、フェイ・リルマン、母親ローズ）
- なよたけ

1991年
- 夏の夜の夢（ハーミア）
- 寺院の殺人

1993年
- 怒りを込めてふり返れ（アリソン・ポーター）

1994年
- 熱いトタン屋根の上の猫（マーガレット）

1996年
- 修道女（シュザンヌ）

1997年
- 他人の目（1997年 - 1998年、ベリンダ）

1999年
- 夏の砂の上（茂子）

2001年
- 火計り〜四百年の肖像〜（老婆）

2003年
- 花嫁付き添い人の秘密（メグ・ベイコン）

2004年
- ジュリエットたち（スミレ）

2008年
- 親の顔が見たい（2008年 - 2015年、長谷部多恵子）

2009年
- 隣で浮気?（2009年 - 2013年、フィオナ・フォスター）

2011年
- クルーシブル-るつぼ-（エリザベス・プロクター）

2012年
- 明暗（河野梅子）

2014年
- リア王（リーガン）

2015年
- 谷間の女たち（アレハンドラ）

2016年
- THE GREEKS（テティス）
- チャリング・クロス街84番地（メガン・ウェルズ）

2017年
- 幻の国（クララ）

2018年
- 評決 The Verdict（ドナ・セント・ローレント）

2019年
- 拝啓、衆議院議長様（2019年 - 2020年）

2021年
- プカプカ漂流記（岡本秀子）
- クリスマス・キャロル（進行役、ビジネスマン）

2022年
- 一枚のハガキ（森川チヨ）

2023年
- クリスマス・キャロル